# چارالا
چارالا (انگلیسی: Charalá) نام شهری در کشور کلمبیا است.